# Sendangrejo (Ngawen)
Sendangrejo is een bestuurslaag in het regentschap Blora van de provincie Midden-Java, Indonesië. Sendangrejo telt 1494 inwoners (volkstelling 2010).